# Vattaru (Vaavu-atol)
Vattaru is een van de onbewoonde eilanden van het Vaavu-atol behorende tot de Maldiven.